# Ille-et-Vilaine
Ille-et-Vilaine (bretonsko Il-ha-Gwilen, oznaka 35) je francoski departma ob Rokavskem prelivu, imenovan po rekah Ille in Vilaine, ki tečeta skozenj. Nahaja se v regiji Bretanji, njegovo glavno mesto pa je Rennes.

## Zgodovina
Departma je bil ustanovljen v času francoske revolucije 4. marca 1790 iz dela nekdanje zgodovinske pokrajine Bretanje.

## Geografija
Ille-et-Vilaine leži v vzhodnem delu regije Bretanje. Na zahodu meji na departmaja Morbihan in Côtes-d'Armor, na severu na departma regije Spodnje Normandije Manche, na vzhodu in jugu pa na departmaje Mayenne, Maine-et-Loire in Loire-Atlantique (regija Loire).